# Madracis interjecta
Espèce
Statut CITES
Madracis interjecta est une espèce de coraux appartenant à la famille des Astrocoeniidae ou la famille Pocilloporidae.